# Ryszard Dżaman
Ryszard Dżaman (ur. 6 maja 1935 we wsi Roztoka, zm. 10 września 1987 w Szczecinie, pochowany w Łobzie) – filozof, bibliotekarz, dziennikarz, pisarz marynista, współorganizator Łobeskich Spotkań Marynistycznych. 
Ukończył filozofię na Uniwersytecie Warszawskim. W latach 1974–1981 był dyrektorem Biblioteki Głównej Wyższej Szkoły Morskiej w Szczecinie. Członek Związku Literatów Polskich, w latach 1978-1980 wiceprezes oddziału szczecińskiego, wiceprezes Stowarzyszenia Marynistów Polskich, etatowy dziennikarz, reportażysta tygodnika Ziemia i Morze. Jego staraniem i z jego udziałem odbywały się w Łobzie (1974-90, w roku 1975 w Radowie Małym), ważne dla życia literackiego regionu, cenione też w kraju Łobeskie Spotkania Marynistyczne. W spotkaniach tych brali udział następujący pisarze (kolejność alfabetyczna): Andrzejewski Wiesław, Banasiewicz Henryk, Bednarski Piotr, Brzozowski Zbigniew, Czarniecki Mariusz, Czerniawski Czesław, Czubasiewicz Bogdan, Daszkowski Eugeniusz, Dżaman Ryszard, Furmaga Lesław, Gawłowicz Józef, Grzybowski Leon, Jasiński Jerzy, Jaworski Piotr, Jurczyk Jerzy, Kamiński Ireneusz Gwidon, Kosiorowski Zbigniew, Koszur Marek, Kotowicz Waldemar,  Kowalski Marian, Krzyżanowski Józef, Kulmowa Joanna, Łyczywek Krystyna, Mazurczyk Jerzy, Momot Adolf, Nalewajko Danuta, Pachlowski Jerzy, Przypkowski Andrzej, Seidler Wiesław, Turczyński Andrzej, Walczak Aleksander, Wasilewski Eugeniusz i Wasyl Stanisław. Ryszard Dżaman swoje marynistyczne fascynacje  realizował jako rybak łodziowy na Zalewie Szczecińskim oraz przeładunkowy i steward na m/s "Żuławy" (wody Afryki Zachodniej, 1977). Zadebiutował opowiadaniem na łamach "Wiadomości Zachodnich" (1964). Publikował w wydaniach zbiorowych i almanachach, m.in. Almanachu Młodych, Pamięci, W mocy rąk, Powrotach na wielki okręt. Indywidualnie wydał: Pora deszczu (Iskry, 1969), Jeszcze w polu tyle śniegu (Wydawnictwo Poznańskie, 1977), Powrót (Glob, 1987).